# Chieftec

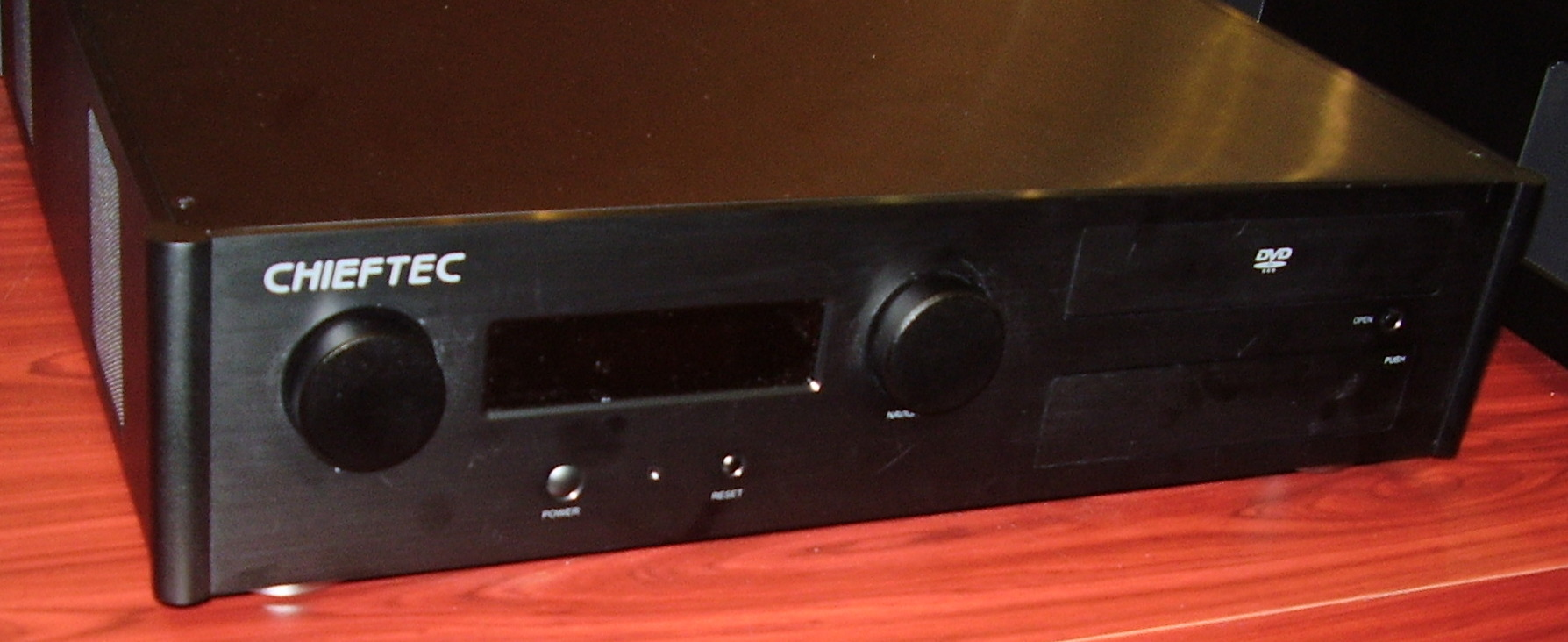
Chieftec HTPC-Gehäuse

Die taiwanische Firma Chieftec Industrial Co. Ltd ist ein weltweit tätiger Hersteller von Computer- und Server-Gehäusen, PC-Netzteilen und PC-Lüftern. Chieftec wurde im Jahr 1994 gegründet. Seit 1998 bestehen neben der Fertigung in Taiwan auch zwei Werke in Guangdong und Zhejiang in der Volksrepublik China. 1994/1995 entstand eine deutsche Niederlassung und Europazentrale unter dem Namen Arena Electronic GmbH in Düsseldorf, die Ende 2004 nach Ratingen verlegt wurde.
Chieftec ist einer der Marktführer im Bereich Computergehäuse. 2004 erreichte das Unternehmen mit 5.800 Mitarbeitern einen weltweiten Marktanteil von 9,7 %. Die Firma produziert fast alle Teile der ausgelieferten Gehäuse – inklusive Lüftern – selbst. Netzteile allerdings werden nur importiert und umgelabelt.
Das Unternehmen präsentierte seine Produkte auf der Computex 2014 und 2015 sowie der CeBIT 2015.